# لوسي وديسي (فلم)
لوسي وديسي (أسم الفيلم بالأنجليزية: Lucy and Desi): هو فيلم أمريكي من إخراج آيمى بولر وكتابة مارك مونرو، يحكي الفيلم عن قصة حياة النجمة الكوميدية لوسيل بال.

## قصة الفيلم
في إطار وثائقي وكوميدي يحكي الفيلم عن قصة حياة النجمة الكوميدية لوسيل بال، وعلاقتها مع ديزي أرناز، وكيف غيّرت المسرحية الهزلية حياتها، حيث أحبت لوسي هوليوود وبقيت تعمل في التمثيل حتى وفاتها عام 1989 عن عمر يناهز السابعة والسبعين.

## روابط خارجية
- لوسي وديسي على موقع IMDb (الإنجليزية)
- لوسي وديسي على موقع Metacritic (الإنجليزية)
- لوسي وديسي على موقع Rotten Tomatoes (الإنجليزية)
- لوسي وديسي على موقع AlloCiné (الفرنسية)
- لوسي وديسي على موقع Turner Classic Movies (الإنجليزية)
- لوسي وديسي على موقع AllMovie (الإنجليزية)
- لوسي وديسي على موقع FilmAffinity (الإسبانية)

## قائمة المراجع
1. 1 2  Lucy and Desi، 4 مارس 2022، مؤرشف من الأصل في 2022-06-19، اطلع عليه بتاريخ 2022-10-02